# Guy Babylon
Guy Babylon (New Windsor, 20 de dezembro de 1956 - Los Angeles, 2 de setembro de 2009) foi um tecladista e compositor norte-americano, mais conhecido por seu trabalho com Elton John.